# エヌ・ティ・ティ・データ・ウェーブ
株式会社エヌ・ティ・ティ・データ・ウェーブ（NTTデータ ウェーブ、英: NTT DATA WAVE CORPORATION）は、NTTデータと日本たばこ産業の合弁会社で、システムインテグレーター（ユーザー系）。東京都渋谷区に本社を置いている。

## 概要
NTTデータと日本たばこ産業（JT）の共同出資により、JTの100%子会社である株式会社ジェイティソフトサービス（JTSS）のソフトウェア事業部門を分社型分割（新設分割・物的分割）し設立された。
JTおよびそのグループ会社向けに情報システムの開発、運用を広く手掛け、NTTデータのもとでTaspo関連の業務も実施している。現在では、ERPソリューション、ワークフローソリューション、デスクトップソリューション、ネットワークソリューション等の独自のソリューションやサービスの提供を行っている。
Taspoの認証や、タバコの自動販売機のリモートでの遠隔監視のため、NTTドコモのFOMAのMVNOを活用している。

## 歴史
- 1986年4月 - 株式会社ジェイティソフトサービス設立（東京都港区赤坂）
- 1995年2月 - 本社を渋谷区恵比寿南に移転
- 2002年8月 - ソフトウェア事業部門を分社型分割し、株式会社NTTデータ ウェーブが発足
- 2006年10月 - 株式会社オーロラシステム設計事務所の経営権を譲受、子会社として株式会社NTTデータ オーロラを発足
- 2007年11月 - 重慶オーロラソフトウェア開発有限公司を増資のうえ子会社化、社名を重慶NTTデータウェーブソフトウェア開発有限公司に変更
- 2010年6月 - 本社を渋谷区千駄ヶ谷に移転
- 2011年3月 - 重慶NTTデータウェーブソフトウェア開発有限公司の事業を、北京NTTデータ有限公司に承継し、同社を解散
- 2024年4月 - 子会社の株式会社NTTデータ オーロラを吸収合併